# 송 벽공
송 벽공(宋 辟公, ? ~ 기원전 370년)은 중국 전국 시대 송나라의 공작(재위: 기원전 372년 ~ 기원전 370년)이다. 시호는 환공(桓公)인데, 전대의 환공과 구분을 한 명칭인 후환공(後桓公), 환후(桓侯)라고 호칭한다. 벽공이라는 호칭은 사마천이 잘못 기록한 호칭이다. 이름은 벽병(辟兵)이다. 송 휴공의 아들이고 3년 재위했다.

## 논란
송 환후의 즉위기간, 사기에서 잘못 전해진 시호나 송 환후와 척성군과의 이어진 계승과정이 논란이 있다.

### 사기의 기록
| “ | ... 아들 벽공(辟公) 벽병(辟兵)이 섰다. 벽공이 재위 3년만에 죽자 ... ... 子辟公辟兵立. 辟公三年卒 ... | ” |
|   | — 《사기》                                                                                           |   |

### 사기집해의 기록
| “ | '벽공(辟公) 병(兵)'이라고도 한다. 「一云『辟公兵』.」 | ” |
|   | — 《사기집해(史記集解)》                              |   |

### 사기색은의 기록
| “ | 《죽서기년》에서는 '환후(桓侯) 벽병(璧兵)'이라고 했는데, 곧 벽병의 시호가 환(桓)이라는 것이다. 紀年作「桓侯璧兵」, 則璧兵謚桓也. | ” |
|   | — 《사기색은(史記索隠)》 |   |

### 장자의 기록
| “ | 환후(桓侯)가 지나갈 때 아직 성문을 지나지도 않았는데 말을 몰아 '임금이시다!'라고 소리치게 하니 사람들이 걸음을 멈추었는데, 훗날에 이를 미쳤다고 하였다. 「桓侯行, 未出城門, 其前駆呼辟, 蒙人止之, 後為狂也.」 | ” |
|   | — 《장자》 |   |

### 사마표의 말
| “ | '임금이시다!'라고 소리쳐서 사람들로 하여금 길을 피하게 하니, 사람들이 이로써 환후(桓侯)를 벽(辟)으로 지칭했고, 지나가기도 전에 말을 몰게 하여 '벽(辟)'이라고 소리치게 하니 그러므로 이를 미쳤다고 한 것이다. 「呼辟, 使人避道. 蒙人以桓侯名辟, 而前駆呼『辟』, 故為狂也」 | ” |
|   | — 사마표(司馬彪) |   |